# 7480 Norwan
7480 Norwan eller 1994 PC är en asteroid i huvudbältet som upptäcktes den 1 augusti 1994 av det amerikanska astronom paret Eugene M. och Carolyn S. Shoemaker vid Palomar-observatoriet. Den är uppkallad efter gudinnan Norwan.
Den tillhör asteroidgruppen Amor.